# Irvin Rouz
Irvin Alan Rouz (16. jul 1926 – 2. jun 2015) bio je američki biolog. Zajedno sa Aronom Čihanoverom i Avramom Herškom, on je nagrađen Nobelovom nagradom za hemiju 2004. godine za otkriće ubikvitin-posredovane proteinske degradacije.